# St. Ignatius (Niederstimm)

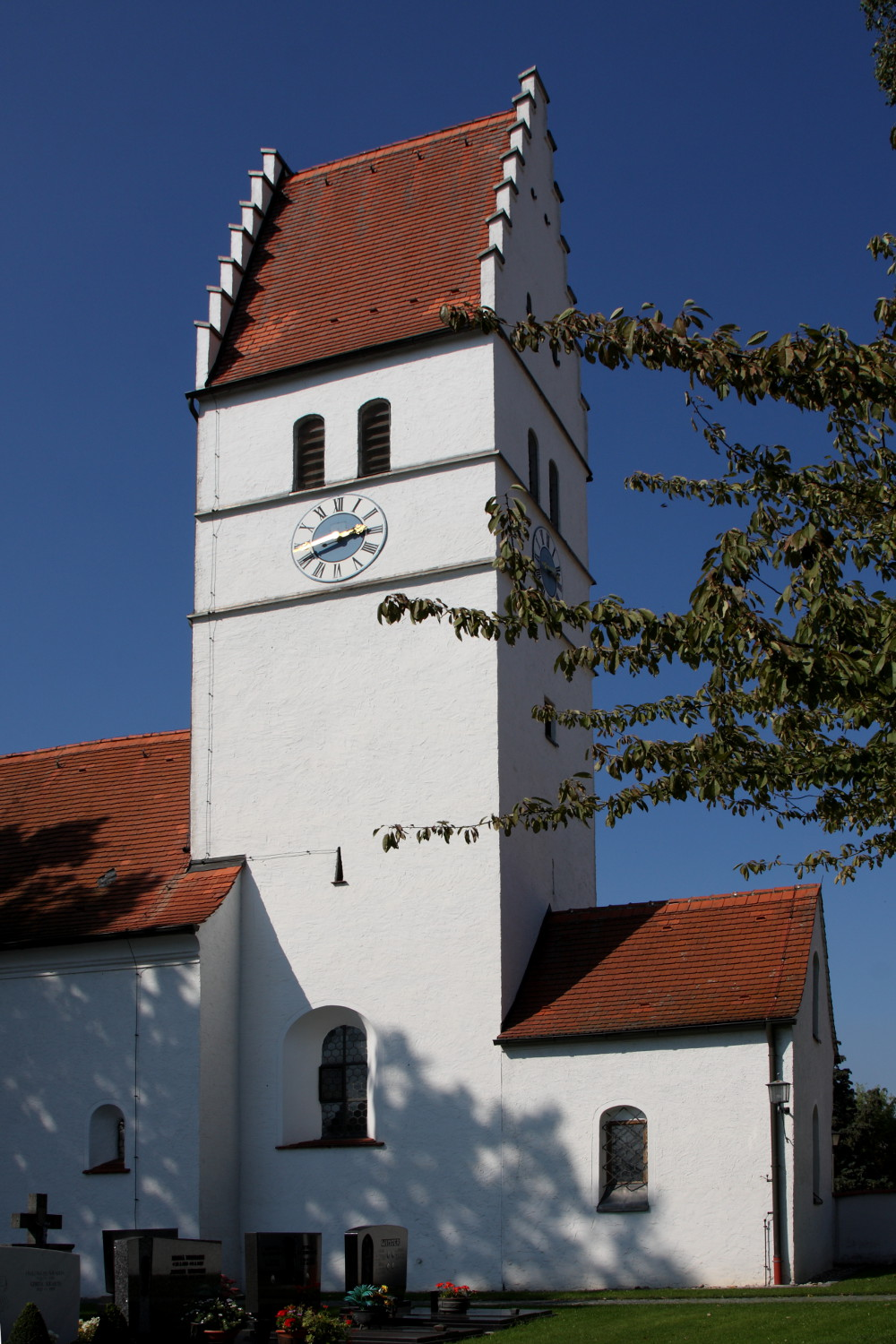
St. Ignatius in Niederstimm

Die römisch-katholische Filialkirche St. Ignatius steht in Niederstimm, einem Gemeindeteil des Marktes Manching im oberbayerischen Landkreis Pfaffenhofen an der Ilm. Sie ist in der Liste der Baudenkmäler in Manching als Baudenkmal unter der Nr. D-1-86-137-5 eingetragen. Die Kirche gehört zum Dekanat Pfaffenhofen im Bistum Augsburg.

## Beschreibung
Die im Kern spätromanische Saalkirche wurde im 13. Jahrhundert erbaut und Ende des 17. Jahrhunderts barock umgestaltet. Sie besteht aus dem Langhaus und dem Chorturm im Osten, der die Turmuhr und den Glockenstuhl enthält. Der im 15. Jahrhundert aufgestockte Turm ist mit einem Satteldach zwischen Staffelgiebeln bedeckt. Im Osten des Chorturms wurde die Sakristei angebaut.
Der Innenraum des Langhauses ist mit einer Flachdecke mit Hohlkehle überspannt, der der Sakristei mit einem Kreuzrippengewölbe. Die Altäre wurden vor 1700 gebaut.